# Bipi
L'isola di Bipi è un'isola della Papua Nuova Guinea che si trova ad ovest di quella di Manus nel mare di Bismarck e fa parte delle isole dell'Ammiragliato nell'arcipelago delle Bismarck. Amministrativamente fa parte del Distretto di Manus nell'omonima provincia appartenente alla Regione delle Isole.
Sull'isola sorgono tre villaggi (Masoh, Matahai e Kun), con una popolazione complessiva di circa 1.000 abitanti.